# 不列颠尼亚音乐厅

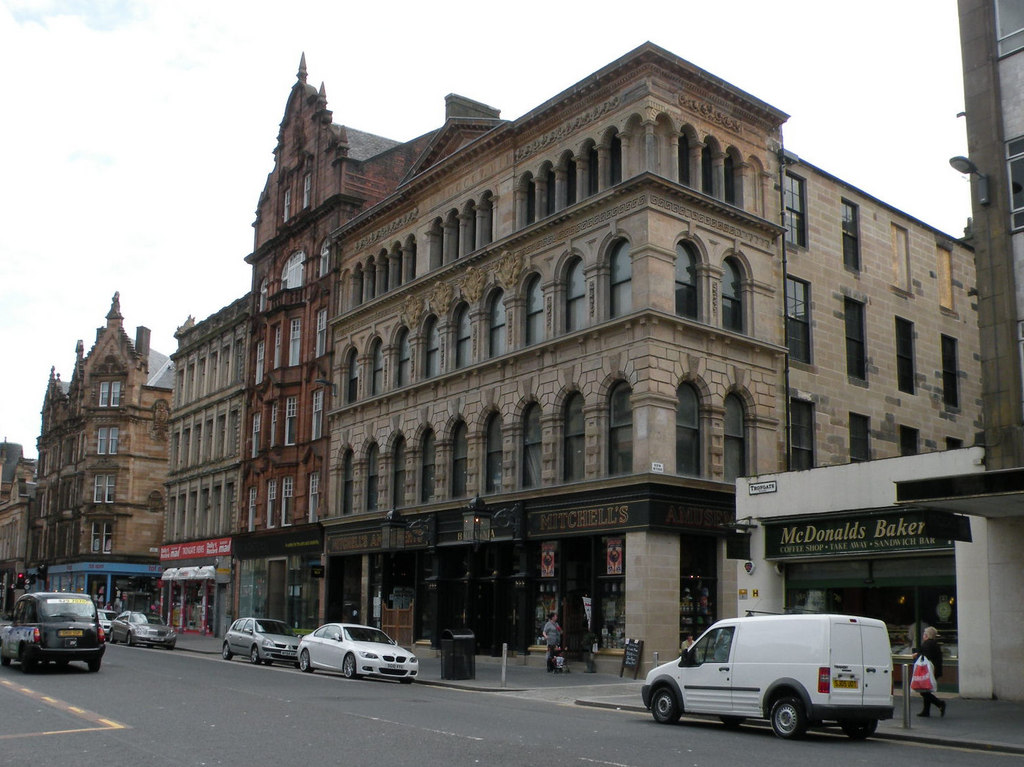
不列颠尼亚音乐厅

不列颠尼亚音乐厅（Britannia Music Hall）位于苏格兰格拉斯哥Trongate，是世界上现存最古老的音乐厅。

## 历史
不列颠尼亚音乐厅建于1857年，由托马斯·吉尔达德和H. M.麦克法兰设计， 。1906年，A. E. Pickard买了建筑物，并将其名称更改为Panopticon。他还进行了一些重要的作品，有畸形秀,屋顶嘉年华和蜡制品、他还挖掘了地下室并安装了一个室内动物园。它是格拉斯哥第一座使用电力的建筑之一，也是苏格兰最早的电影院之一。它于1938年关闭，卖给裁缝，改为作坊。它现在是受保护的A类登录建筑。